# Jean-Pierre Camus
Pour les articles homonymes, voir Camus.
Jean-Pierre Camus est un théologien et écrivain français né, à l'en croire, le jour de la mort de Charles Borromée, c'est-à-dire le 3 ou le 4 novembre 1584, à Paris et mort le 25 avril 1652 dans la même ville.

## Biographie
Jean-Pierre Camus est le fils aîné de Jean Camus de Saint-Bonnet et de Marie des Contes, parents de vingt enfants, dont seize atteignent l'âge adulte et sept embrassent une carrière ecclésiastique; il est le petit-neveu de Geoffroy Camus de Pontcarré.
Né à Paris le 3 ou le 4 novembre 1584, selon ses dires, qui se réfèrent à la date du décès de Charles Borromée, il est baptisé le 5. Élevé une partie de son enfance dans un château normand sur les bords de la Seine, et peut-être un temps page du roi, Jean-Pierre entreprend en 1600 des études juridiques à Paris, obtenant en 1602 une licence en droit canonique, puis un doctorat en droit civil à Orléans. Avocat au Parlement de Paris jusqu'en 1606, il éprouve à cette époque une passion pour une jeune femme qu'il appelle « Saincte », peut-être l'une de ses cousines,.
En 1608, après une brève expérience monastique chez les Chartreux, il est ordonné prêtre par François d'Escoubleau de Sourdis, archevêque de Bordeaux, puis, la même année, promu par Henri IV, évêque de Belley. N'ayant pas encore l'âge canonique, une dispense papale est demandée, et il reçoit la consécration épiscopale des mains de son maître spirituel et ami François de Sales, le 30 août 1609. Il remplit ces fonctions avec dignité et compétence, même si la sincériété de sa vocation a suscité des controverses parmi ses contemporains, en particulier chez les Jansénistes. Se dépensant sans compter, il dirige sa cousine Louise de Marillac, se lie d'amitié avec « le pauvre prêtre » Claude Bernard, correspond avec Angélique Arnauld, fonde trois monastères, dont un des Capucins en 1620 et un de la Visitation en 1622.
Il se montre par ailleurs assez critique, dans ses écrits, à l'égard des moines. En 1626, il estime dans Pétronille qu'ils n'ont pas l'exclusivité de la dévotion claustrale et qu'ils ne sont exempts ni de faiblesses ni de blâme. De même, dans Le Voyageur incogneu (1630), il réaffirme qu'ils ne peuvent « prétendre au monopole de la dévotion ». En 1631, son Directeur spirituel désintéressé suscite également une vive polémique et conduit Jeanne de Chantal à lui écrire pour lui demander de ne plus attaquer les Capucins.
Ne se voyant pas soutenu par Richelieu, il se démet de son évêché en faveur de Jean de Passelaigue en 1629, après avoir dirigé son diocèse pendant vingt ans et été député du clergé aux États généraux de 1614, et se retire en l'Abbaye Notre-Dame d'Aunay, près de Caen dont il est commendataire. Peu après, l'archevêque de Rouen, François de Harlay, qui est malade, le nomme vicaire général de son diocèse.
En 1647, il est impliqué, en tant que coadjuteur de l'archevêque, dans l'affaire du frère Saint-Ange, de son vrai nom Jacques Forton. Blaise Pascal et deux jeunes amis (le mathématicien Adrien Auzout et le futur chanoine Raoul Hallé de Monflaines) — ainsi que le théologien Le Cornier de Sainte-Hélène — reprochent à cet ancien capucin, qui a obtenu de Rome des lettres l'autorisant à reprendre la vie de prêtre séculier et du Roi des lettres l'autorisant à recevoir dignités et bénéfices ecclésiastique, de chercher à se faire octroyer, avec la protection du procureur général, son hôte, la cure de Crosvilles. Ils mettent également en avant des ouvrages de philosophie et des conférences parisiennes hétérodoxes. L'archevêque et son coadjuteur obtiennent finalement de Saint-Ange deux déclarations condamnant les affirmations que ses adversaires lui attribuent, et il peut prendre possession de sa cure,.
En 1649, il quitte Rouen et se retire à l'hospice des Incurables, à Paris, où il passe ses jours en jeûnes, pénitences et prières, tout en venant en aide aux pauvres. C'est ainsi qu'il réserve la plus grande part de sa pension à aider ses compagnons.
En juillet 1651, Louis XIV le nomme administrateur du diocèse d'Arras. Toutefois, les bulles le confirmant dans ses nouvelles fonctions tardent à venir, et il meurt aux Incurables le 25 avril 1652.

## Œuvres

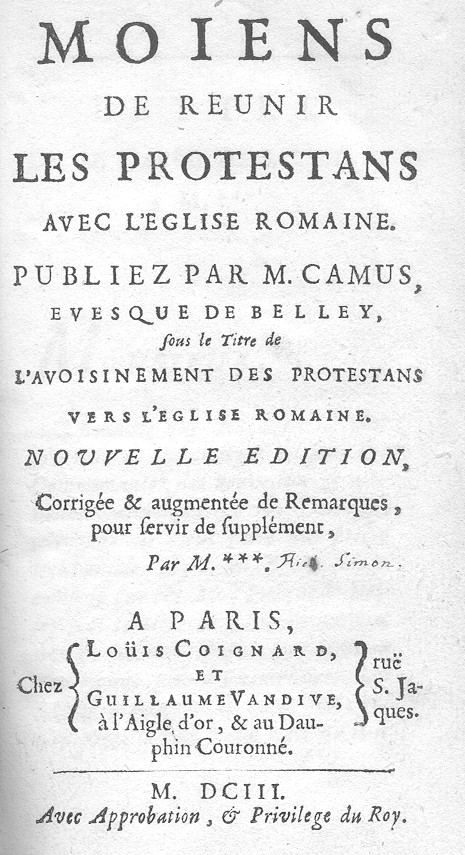
Page de titre du livre de Jean-Pierre Camus, Moiens de réunir les Protestants à l'Église romaine, édité en 1703 chez Guillaume Vandive et Louis Coignart (le chiffre MDCIII de cette édition est erroné et doit se lire MDCCIII).

Camus écrivit plus de deux cents volumes, trente-cinq romans entre 1620 et 1630, vingt et une nouvelles de 1630 à 1644, quatre recueils de prône de 1629 à 1652. Camus convenait lui-même d’un certain manque de jugement. « Un jour, son ami François de Sales se plaignait de son peu de mémoire. "Vous n’avez pas à vous plaindre de votre partage, répondit M. de Belley, puisque vous avez la très bonne part, qui est le jugement. Plût à Dieu que je pusse vous donner de ma mémoire, qui m’afflige souvent de sa facilité, […] et que j’eusse un peu de votre jugement ; car de celui-ci je vous assure que je suis fort court !" […] À quoi saint François de Sales répondit : « En vérité, je connais maintenant que vous y allez tout à la bonne foi. Je n’ai jamais trouvé qu’un homme avec vous qui m’ait dit qu'il n'avait guère de jugement, car c’est une pièce de laquelle ceux qui en manquent davantage pensent en être mieux fournis." »

### Romans pieux
- Agathonphile ou les Martyrs siciliens (Paris, 1621)
- Dorothée (Paris, 1621)
- Alexis (Paris, 1622, 3 vol.)
- Spiridion (Paris, 1623)
- Alcime (Paris, 1625)
- Daphnide (1620)
- Hyacinthe (Paris, 1627)
- Les Événements singuliers (Lyon, 1628)
- Les Spectacles d’horreur (Paris, 1630)
- Le Banquet d’Assuère (Paris, 1637)
- Hermiante (Rouen, 1639)
- Caritée ou le Pourtrait de la vraye charité (Paris, 1641)
- Palombe ou la Femme honorable, réédité en 1853

### Écrits contre les moines
- L'Antimoine bien préparé (1632)
- Le Rabat-Joie du triomphe monacal
- La Désappropriation claustrale
- Traité de la pauvreté évangélique
- Le directeur spirituel désintéressé

### Théologie
- L'Avoisinement des protestants de l’Église romaine (Paris, 1640), qui fraya la voie à l’Exposition de la foi de Bossuet et fut réimprimé sous le titre Moyens de réunir les protestants avec l’Église romaine (Paris, 1703, chez Guillaume Vandive)
- L’Esprit de saint François de Sales, (Paris, 1641, 6 vol., plusieurs fois réimprimé)

### Éditions récentes
- Les Spectacles d’horreur, édition de Stéphan Ferrari, Classiques Garnier, 2013  (ISBN 978-2812409752)
- Les Événements singuliers, édition de Max Vernet, Classiques Garnier, 2010  (ISBN 978-28124-0057-5)
- Théologie mystique précédé de Une poétique des simples vertus par Daniel Vidal, Grenoble, J. Millon, 2003  (ISBN 2-84137-146-8)
- Divertissement historique, édition de Constant Venesoen, Tübingen, G. Narr, 2002  (ISBN 3-8233-5544-9)
- L'Amphithéâtre sanglant, H. Champion, 2001  (ISBN 2-7453-0348-1)
- Agathonphile, édition de Pierre Sage, Paris, Droz, 1951.

## Source partielle
- Gustave Vapereau, Dictionnaire universel des littératures, Paris, Hachette, 1876, p. 370-371